# Chaenusa opaca
Chaenusa opaca är en stekelart som beskrevs av Stelfox 1957. Chaenusa opaca ingår i släktet Chaenusa och familjen bracksteklar. Inga underarter finns listade i Catalogue of Life.